# Мейкон (округ, Алабама)
Шаблон:StateAbbr_ 32°23′07″ пн. ш. 85°41′37″ зх. д. / 32.385277777778° пн. ш. 85.693611111111° зх. д.
 Мейкон (англ. Macon County) — округ (графство) у штаті Алабама. Ідентифікатор округу 01087.

## Історія
Округ утворений 1832 року.

## Демографія
За даними перепису
2000 року
загальне населення округу становило 24105 осіб, зокрема міського населення було 12005, а сільського — 12100.
Серед мешканців округу чоловіків було 11075, а жінок — 13030. В окрузі було 8950 домогосподарств, 5543 родин, які мешкали в 10627 будинках.
Середній розмір родини становив 3,13.
Віковий розподіл населення поданий у таблиці:
| Стать    | До 15 років | 15-21 | 22-29 | 30-39 | 40-49 | 50-65 | 65-85 | Понад 85 |
| -------- | ----------- | ----- | ----- | ----- | ----- | ----- | ----- | -------- |
| Чоловіки | 2542        | 1723  | 1246  | 1155  | 1443  | 1604  | 1219  | 143      |
| Жінки    | 2538        | 2108  | 1412  | 1415  | 1669  | 1883  | 1693  | 312      |

## Суміжні округи
- Таллапуса — північ
- Лі — північний схід
- Расселл — південний схід
- Буллок — південь
- Монтгомері — південний захід
- Елмор — північний захід

## Виноски
1. ↑  U.S. Decennial Census. United States Census Bureau. Архів оригіналу за 19 липня 2018. Процитовано 22 серпня 2015.
2. ↑  Historical Census Browser. University of Virginia Library. Архів оригіналу за 11 серпня 2012. Процитовано 22 серпня 2015.
3. ↑  Forstall, Richard L., ред. (24 березня 1995). Population of Counties by Decennial Census: 1900 to 1990. United States Census Bureau. Архів оригіналу за 24 вересня 2015. Процитовано 22 серпня 2015.
4. ↑  Census 2000 PHC-T-4. Ranking Tables for Counties: 1990 and 2000 (PDF). United States Census Bureau. 2 квітня 2001. Архів оригіналу (PDF) за 18 грудня 2014. Процитовано 22 серпня 2015.
5. ↑  State & County QuickFacts. United States Census Bureau. Архів оригіналу за 6 червня 2011. Процитовано 16 травня 2014.(англ.) Наведено за англійською вікіпедією.
6. ↑  American FactFinder. Бюро перепису населення США. Архів оригіналу за 26 лютого 2012. Процитовано 31 січня 2008.